# Симплон (проход)
Проходът Симплон (на френски: Col du Simplon; на немски: Simplonpass; на италиански: Passo del Sempione) е един от най-известните проходи в Алпите, който разграничава Пенинските от Лепонтинските Алпи. Висок е 2005 м и свързва долините на Рона в Швейцария и Точе (в басейна на По) в Италия. От швейцарска страна в подножието на прохода е град Бриг, от италианска – Домодосола. Проходът обаче остава изцяло на територията на Швейцария.
Симплон представлява голямо понижение на главното алпийско било. От двете му страни в непосредствена близост се издигат високи върхове – на югозапад Флечхорн (3993 м), на североизток – Монте Леоне (3553 м). Поради особеностите на местния релеф проходът не е ориентиран напречно на основната планинска верига, а в същата посока. Районът е зает от високопланински ливади, наблизо е езерото Рателзее.
Проходът е познат от незапомнени времена, но придобива първостепенно значение след окупацията на Швейцария от Наполеон І. По негова заповед от 1801 до 1805 г. е построен първият каменен път (от Бриг до Гондо) с дължина 42 км. От този момент през него всяко лято преминават важни пощенски връзки. Той обаче остава затворен от октомври до април. Едва в средата на ХХ в. местните власти полагат усилия да го поддържат осворен през цялата година. През 1906 г. е открит Симплонският железопътен тунел (който се състои всъщност от два тунела) с дължина почти 20 км. Той минава много ниско, на около 700 м н. в. и е най-ниско разположеният тунел в планината след Готардския базисен тунел в другия край на Пенинските Алпи.